# 마르쿠스 쿠르티우스

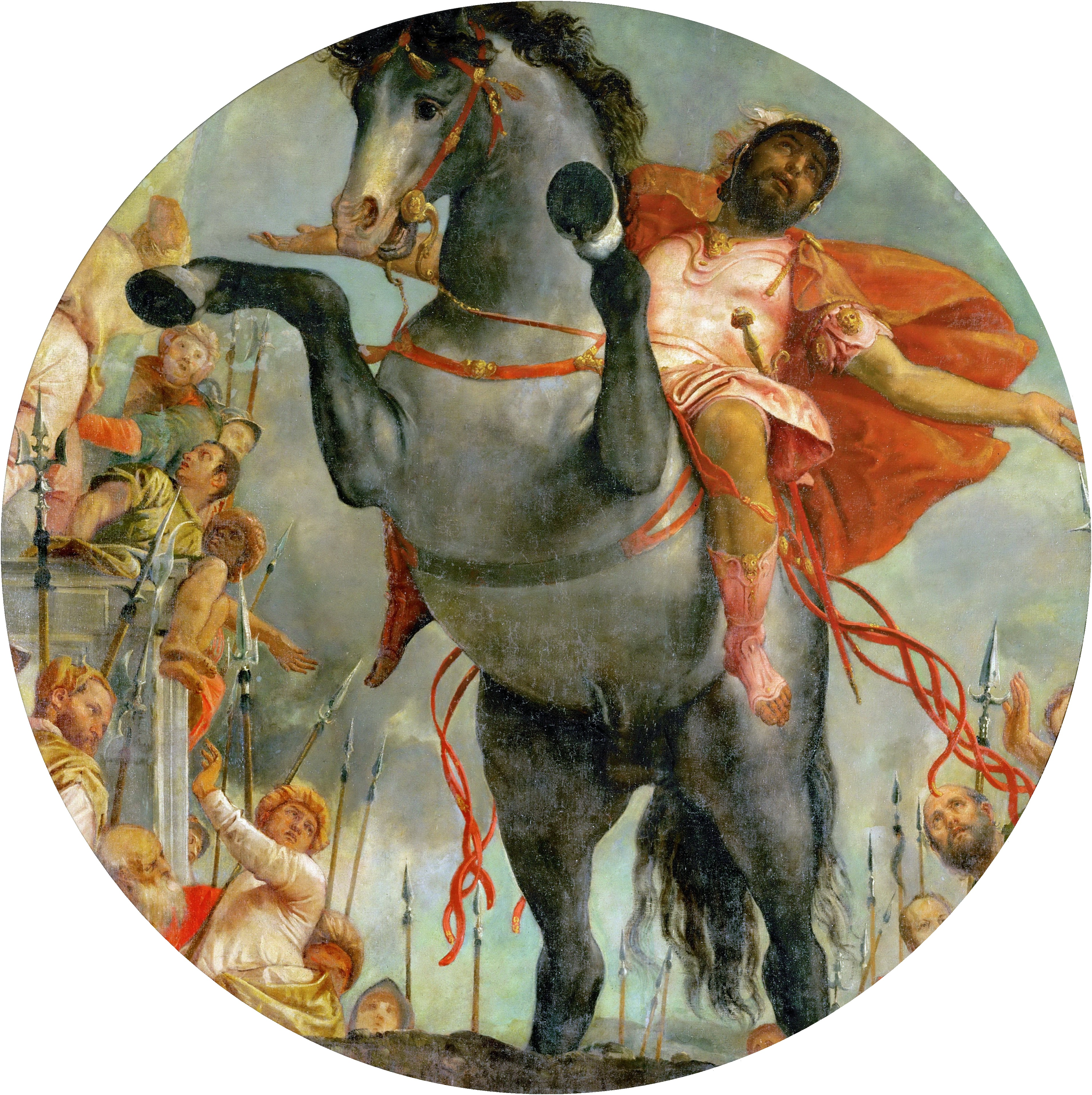
파올로 베로네세의 《마르쿠스 쿠르티우스의 희생적 죽음》(1550~1552)

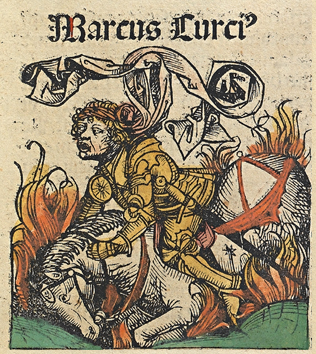
《뉘른베르크 연대기》(1493년)의 마르쿠스 쿠르티우스

마르쿠스 쿠르티우스(Marcus Curtius)는 로마를 구하기 위해 하데스에게 자신을 바친 로마 신화 속의 젊은 남성이다. 그는 고대 로마 문학가인 마르쿠스 테렌티우스 바로에 의해 간략하게 언급되었으며 고대 로마 역사가인 티투스 리비우스가 쓴 연대기(Annali, VII,6)에서 자세히 언급되었다. 로마 포럼에 있는 그의 희생 장소로 알려진 라쿠스 쿠르티우스는 그의 전설적인 이름을 따서 지어졌다.

## 전설
기원전 362년 지진 이후 로마 포럼에 커다랗고 깊은 구덩이가 갑자기 생겼고, 로마인들은 이를 메우려 했지만 허사였다. 절망한 그들은 점술가에게 조언을 구했는데, 점술가는 신들이 로마에서 가장 귀중한 재산을 요구한다고 대답했고 그것을 구덩이에 던지지 않는다면 구덩이는 점점 더 커져 로마를 집어삼킬 것이라고 경고했다. 로마인들은 그 경고를 의심했고, 그것이 무슨 경고인지 생각해내는 데 어려움을 겪었다.
그러나 파트리키 출신인 마르쿠스 쿠르티우스라는 젊은 군인이 그들을 질책하며 로마인의 무기와 용기가 국가의 가장 귀중한 재산이라고 대답했다. 마르쿠스는 완전 무장을 하고 장식된 말을 타고 협곡으로 뛰어들었다. 그러자 깊은 구덩이가 그를 덮쳐 로마를 구했다.
포럼에 있는 라쿠스 쿠르티우스는 구덩이가 있던 자리에 지어졌을 것으로 추정되며 그 이름은 그의 이름을 따서 지어졌다.

## 예술 작품 속 쿠르티우스

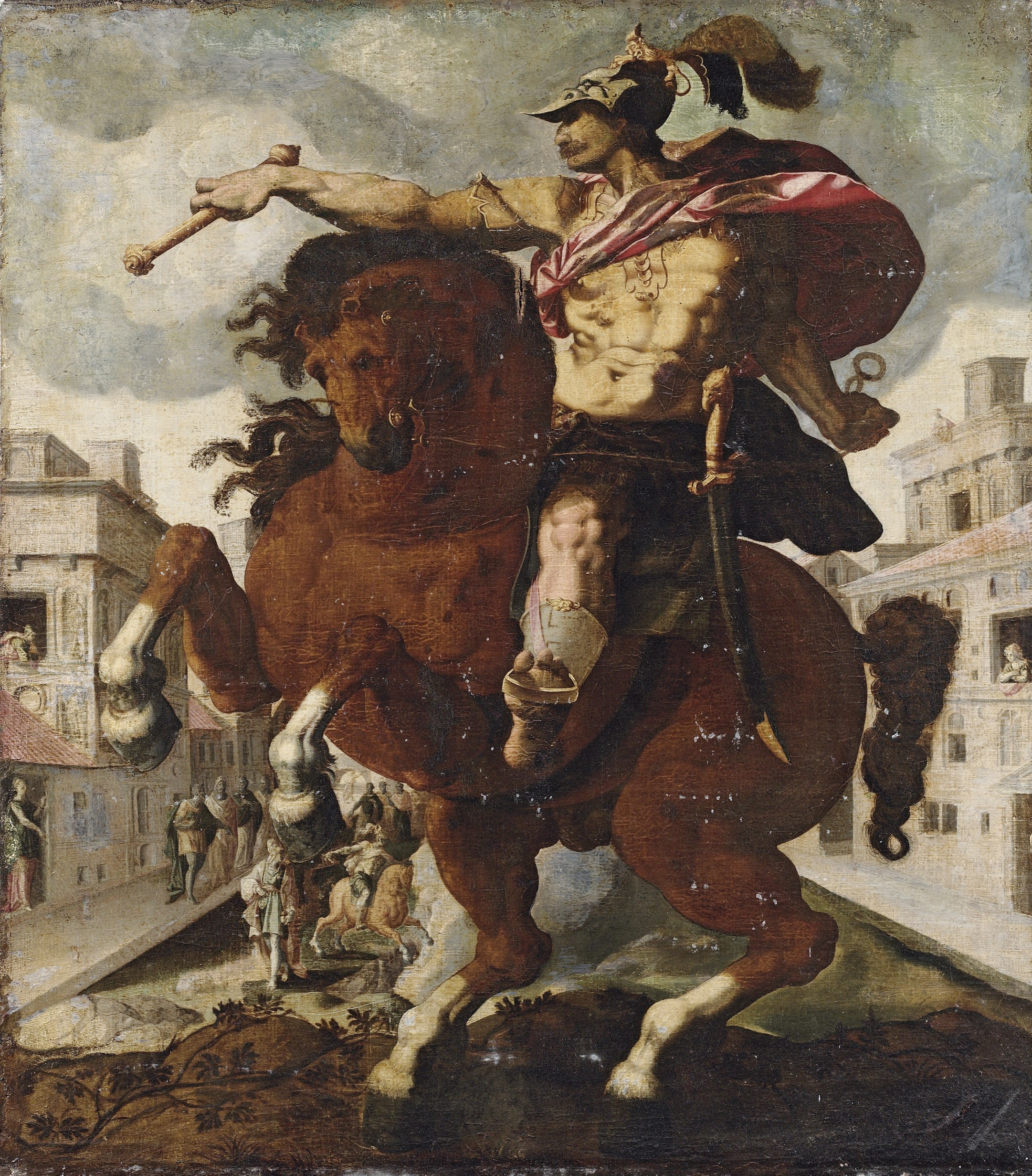
헨드리크 골치우스가 그린 마르쿠스 쿠르티우스
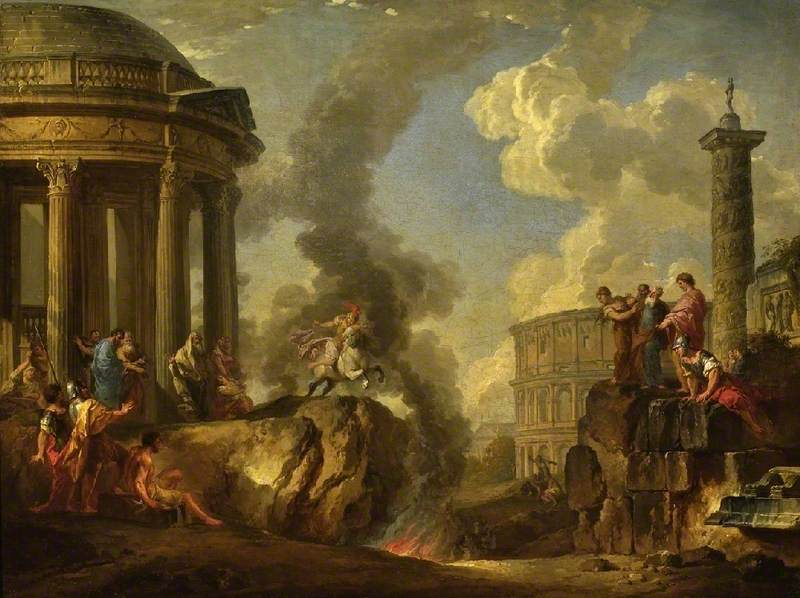
《깊은 구렁으로 뛰어드는 마르쿠스 쿠르티우스》, 조반니 파올로 파니니
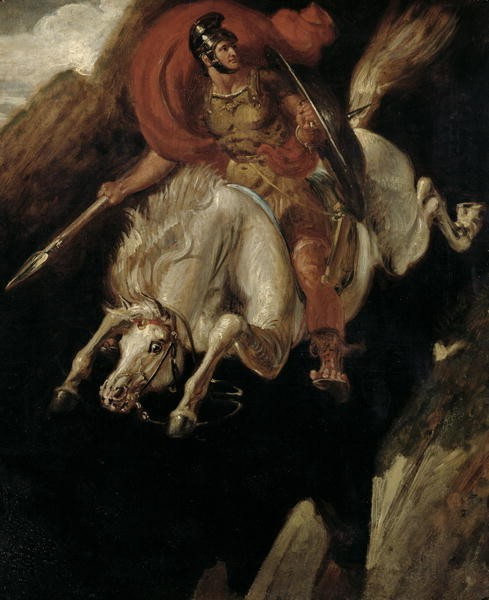
《깊은 구렁으로 뛰어드는 마르쿠스 쿠르티우스》, 벤저민 헤이던, 1843년경
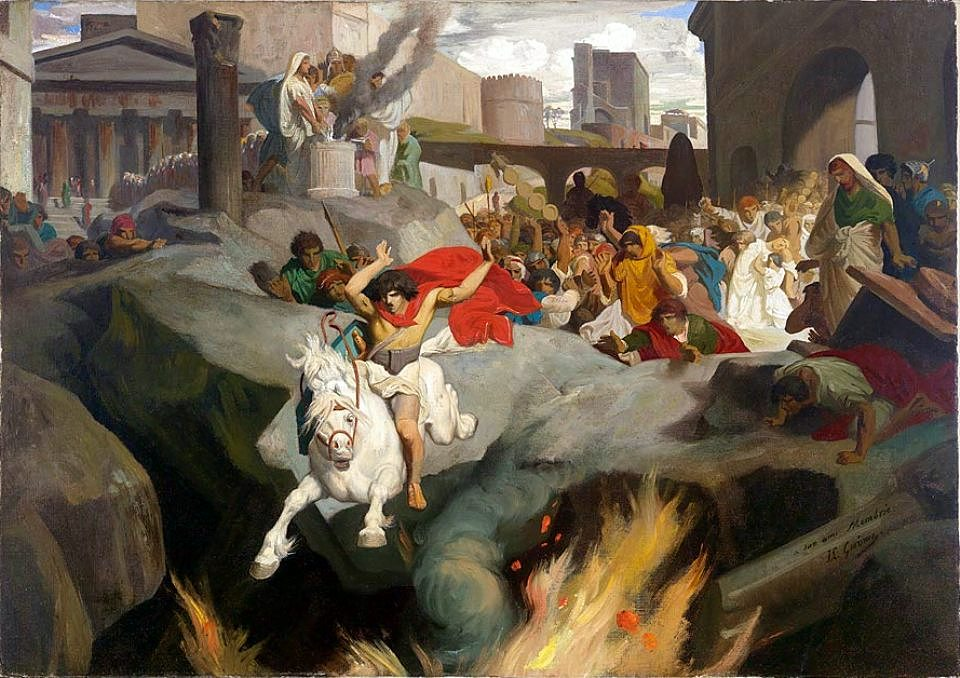
《마르쿠스 쿠르티우스의 도약》, 장레옹 제롬, 1850년에서 1855년 사이

공화국을 위해 자신을 희생한 마르쿠스 쿠르티우스의 이야기는 독일 예술가 루카스 크라나흐와 네덜란드 예술가 헨드리크 골치우스가 만든 에칭 덕분에 르네상스 시대의 대표적인 회화 주제가 되었다. 또한 이 이야기는 하르트만 셰델(Hartmann Schedel)이 1493년에 집필한 대표적인 세계사 백과사전인 《뉘른베르크 연대기》에도 묘사되어 있다. 1553년 포룸 로마눔 근처 정원에서 발견된 것으로 보이는 옅은 부조가 대부분의 그림에서 선두를 달리고 있었던 것으로 보인다. 이것은 초기 제국의 작품이지만 기원전 3세기 또는 2세기 작품에서 복사되었을 수도 있다. 이탈리아 화가 조반니 파올로 파니니는 《깊은 구렁으로 뛰어드는 마르쿠스 쿠르티우스》라는 작품을 그렸으며, 영국의 화가 벤저민 헤이던(1786-1846)도 1843년경에 대형 유화 《깊은 구렁으로 뛰어드는 마르쿠스 쿠르티우스》를 그렸다.
이탈리아의 배우 토토는 자신의 가족이 마르쿠스 쿠르티우스의 후손이라고 주장하기도 했다.